# Бразильський щит

Орієнтовне розташування (Мезопротерозой) кратонів у Південній Америці та Африці. Показані кратонічні фрагменти Сан-Луїса і Луїса Алвеса (Бразилія), Арекіпа-Антофалла Кратон, Сахара Кратон і деякі дрібні африканські кратони.

Брази́льський щит (порт. Cráton Amazônico) — найбільший виступ докембрійського фундаменту Південноамериканської платформи в межах Бразильського нагір'я.
Бразильський щит займає значну частину центральної, північної та східної частини материка. Він простягається від долини р. Амазонка на півночі до р. Парана на півдні. Поділяється на Західно-Бразильський (Центрально-Бразильський) та Східно-Бразильський масиви, які іноді розглядають як самостійні щити. Укладений переважно гранітами і ґнейсами, а також кварцитами, філітами та ін. породами архею і протерозою. Є родовища руд заліза (шт. Мінас-Жерайс та ін.), рідкісних елементів (ніобій, тантал, цирконій та ін.).

## Інтернет-ресурси
- ОДНА З НАЙДРЕВНІШИХ ДІЛЯНОК ЗЕМНОЇ КОРИ

| Стратиграфія | Це незавершена стаття з стратиграфії. Ви можете допомогти проєкту, виправивши або дописавши її. |

| Прапор Бразилії | Це незавершена стаття про Бразилію. Ви можете допомогти проєкту, виправивши або дописавши її. |